# Воронцов, Виталий Иванович
Виталий Иванович Воронцов (30 июля 1935 — 24 сентября 1993) — советский и украинский физик, профессор, доктор физико-математических наук.

## Биография
Родился 30 июля 1935 года в селе Лампожня, Архангельская область.
В 1958 году окончил радиофизический факультет Киевского государственного университета имени Т. Г. Шевченко. В 1965 году защитил кандидатскую диссертацию «Принцип двойственности в релятивистской электродинамике». В 1980 году — докторскую диссертацию на тему: «Симметрии двойственности в релятивистской электродинамике».
После окончания аспирантуры в 1979—1983 годах работал ассистентом, доцентом, профессором кафедры квантовой радиофизики, в 1983—1986 годах — профессором кафедры теоретической радиофизики, в 1986—1993 годах — профессором кафедры математики и теоретической радиофизики. Читал нормативный курс «Электродинамика», специальные курсы «Техника СВЧ», «Квантовая гирометрия». На протяжении многих лет был учёным секретарём секции Комитета по Государственным премиям Украины в области науки и техники.
Умер 24 сентября 1993 года. Похоронен в Киеве на Байковом кладбище.

## Научная деятельность
Автор более 130 научных трудов. Основные направления научных исследований — электродинамика неинерционных и ускоренных активных (лазерных) и пассивных (в том числе анизотропных и гиротропных) систем, квантовая гирометрия, лазерная физика. В частности, им построена макроскопическая электродинамика, которая удовлетворяет двум релятивистским принципам симметрии — симметричной и антисимметричной двойственности. Впервые предложена формулировка материальных уравнений связи в движущихся средах в 6-мерном бивектроном пространстве. Как научный руководитель научно-исследовательской лаборатории «Лазерная связь» принимал активное участие в прикладных исследованиях, например, в разработке приборов с лазерными гироскопами и акселерометрами для автономных космических объектов, космической лазерной связи.
11 учеников защитили кандидатские диссертации, двое — докторские.

## Труды
- Опыт Саньяка на рентгеновском излучении // Успехи физ. наук, 1994. Т. 164. № 3 (в соавт.);
- Релятивистская астрофизика, космология, гравитационный эксперимент. Минск, 1976 (в соавт.);
- Невзаимные явления в электродинамике движущихся систем. К., 1984;
- Квантовая электроника. К., 1974 (в соавт.).